# Courchelettes
Courchelettes é uma comuna francesa na região administrativa de Altos da França, no departamento do Norte. Estende-se por uma área de 1.67 km². Em 2010 a comuna tinha 2 845 habitantes (densidade: 1 703,6 hab./km²).